# Niland
Niland (anteriormente, Imperial Junction, Old Beach y Hobgood) es un lugar designado por el censo ubicado en el condado de Imperial en el estado estadounidense de California. En el año 2000 tenía una población de 1,143 habitantes y una densidad poblacional de 1,039.1 personas por km². 

## Geografía
Niland se encuentra ubicado en las coordenadas 33°14′N 115°31′O / 33.233, -115.517. Según la Oficina del Censo, la ciudad tiene un área total de 1,1 km² (0,4 mi²), de la cual 1,1 km² (0,4 mi²) es tierra y 0 km² (0 mi²) (0.0%) es agua.

## Demografía
Según la Oficina del Censo en 2000 los ingresos medios por hogar en la localidad eran de $25,592, y los ingresos medios por familia eran $27,500. Los hombres tenían unos ingresos medios de $36,786 frente a los $26,250 para las mujeres. La renta per cápita para la localidad era de $11,297. Alrededor del 21.4% de la población estaban por debajo del umbral de pobreza.